# Chelmsford 123
Chelmsford 123 – brytyjski serial komediowy emitowany w latach 1988-1990 na antenie Channel 4. Wyprodukowano 13 odcinków podzielonych na dwie serie. Scenarzystami i producentami serialu byli Jimmy Mulville i Rory McGrath, którzy wystąpili także w rolach głównych. 

## Opis fabuły
Serial rozgrywa się w miejscu i czasie wymienionych już w tytule - w Chelmsford w roku 123, w podbitej przez Rzymian Brytanii. W pierwszym odcinku, zrealizowanym częściowo w języku łacińskim, jeden z dworzan cesarza Hadriana, Aulus Paulinus, popada w niełaskę u władcy ze względu na faux-pax popełnione podczas przyjęcia i zostaje karnie mianowany namiestnikiem Brytanii, uchodzącej za wyjątkowo nudną i słabo rozwiniętą prowincję. Za swoją siedzibę obiera Chelmsford, gdzie rzymska administracja rywalizuje o rzeczywiste wpływy z miejscowymi przywódcami plemiennymi, wśród których najważniejszym jest Badvoc. Główną osią fabularną serialu są niełatwe relacje między Aulusem a Badvociem. 

## Obsada
- Rory McGrath jako Badvoc, wódz Brytów
- Jimmy Mulville jako Aulus Paulinus, rzymski namiestnik Brytanii
- Philip Pope jako Grasientus, szwagier i adiutant Aulusa
- Howard Lew Lewis jako Blag, jeden z druhów Badvoca
- Neil Person jako Mungo, kolejny druh Badvoca
- Erika Hoffman jako Garmadua, towarzyszka życia Badvoca (tylko seria 1)
- Robert Austin jako Functio, rzymski urzędnik od lat żyjący w Brytanii (tylko seria 1)
- Geoffrey McGivern jako Wolfbane, druid Brytów
- Geoffrey Whitehead jako Viatorus, nadworny architekt i artysta Aulusa
- Chris Langham jako dowódca straży przybocznej Aulusa
- Bill Wallis jako cesarz Hadrian